# Сідори-Запольне
Сідори-Запольне (пол. Sidory Zapolne) — село в Польщі, у гміні Єленево Сувальського повіту Підляського воєводства.
Населення — 10 осіб (2011).
У 1975-1998 роках село належало до Сувальського воєводства.

## Демографія
Демографічна структура станом на 31 березня 2011 року:
|          | Загалом | Допрацездатний вік | Працездатний вік | Постпрацездатний вік |
| -------- | ------- | ------------------ | ---------------- | -------------------- |
| Чоловіки | 4       | 0                  | 3                | 1                    |
| Жінки    | 6       | 3                  | 2                | 1                    |
| Разом    | 10      | 3                  | 5                | 2                    |